# Vielle-Saint-Girons
Vielle-Saint-Girons è un comune francese di 1 195 abitanti situato nel dipartimento delle Landes nella regione della Nuova Aquitania.

## Società

### Evoluzione demografica
Abitanti censiti